# Uday Kiran
Vajpeyajula Uday Kiran (26 de junio de 1980; Andhra Pradesh, India - 5 de enero de 2014; Hiderabad, Andhra Pradesh) fue un actor de cine indio, que trabajó principalmente en el cine telugu. Sus tres primeras películas, Chitram, Nuvvu Nenu y Manasantha Nuvve, eran súper exitosas, lo que le valió el título de "Héroe de Hat-trick".
En 2001, ganó el Premio Filmfare al Mejor Actor - Telugu por la película Nuvvu Nenu, y se convirtió en el ganador más joven del premio al mejor actor Filmfare después de Kamal Haasan. En 2006, hizo su debut con la película tamil, Poi, dirigida por el veterano K. Balachander. Posteriormente, actuó en las películas románticas Nee Sneham y Kalusukovalani. Otras de sus actuaciones han sido en las películas Sreeram, Avunanna Kaadanna, Nuvvekaddunte Nenakkadunta y Jai Sriram.

## Vida personal
Uday Kiran nació el 26 de junio de 1980 de una familia bráhmana de habla telugu, con sus padres VVK Murthy y Nirmala. Se graduó de comercio en Wesley College, Secunderabad.
Kiran estaba comprometido con Sushmitha, la hija de Chiranjeevi, en 2003, pero el compromiso se rompió posteriormente.
Se casó con Vishitha el 24 de octubre de 2012.

## Carrera
Kiran comenzó a modelar en la universidad. Hizo su debut en Tollywood bajo su mentor, el cinematógrafo que se volvió director, Teja, en el año 2000 con la película Chitram, en la que interpretó el personaje principal de un joven de 17 años. La película se convirtió en pionera de la moda.
Esta película, seguido de otros dos, Nuvvu Nenu y Manasantha Nuvve, lo convirtió en uno de los pocos actores de cine Telugu en entregar tres películas de éxito consecutivos. Su actuación como un joven de sangre caliente en Nuvvu Nenu le valió el Premio Filmfare a Mejor Actor (Telugu) en el año 2001.
En su cuarta película, Kalusukovalani, mostró habilidades de baile en las canciones, "Udayinchina" y "Cheliya Cheliya". En su quinta película, Sreeram se aventuró en una historia orientada a la acción de un joven que aspira a convertirse en un súper policía.
En 2005, se aventuró en con la película Tamil, Poi, dirigida por K. Balachander. Luego hizo dos películas más, Vambu Sandai y Pen Singam en tamil, siendo esta última la historia escrita por M. Karunanidhi, que fue moderadamente buena en la taquilla.

## Muerte
Kiran se suicidó el 5 de enero de 2014. Según los informes, se colgó del techo en el interior de su piso en la colonia de Srinagar, Punjagutta, Hyderabad. Kiran había sufrido de depresión después de no ser tomado en cuenta en el cine desde hace casi un año.

## Filmografía
| No | Fecha de lanzamiento     | Título                     | Idioma | Papel            | Director                 | Notas                                          |
| -- | ------------------------ | -------------------------- | ------ | ---------------- | ------------------------ | ---------------------------------------------- |
| 1  | 17 de junio de 2000      | Chitram                    | Telugu | Ramana           | Teja                     |                                                |
| 2  | 10 de agosto de 2001     | Nuvvu Nenu                 | Telugu | Ravi             | Teja                     | Filmfare Award for Best Actor – Telugu         |
| 3  | 19 de octubre de 2001    | Manasantha Nuvve           | Telugu | Chanti & Venu    | V. N. Aditya             | Reeditada en hindi como Jeena Sirf Merre Liye  |
| 4  | 8 de febrero de 2002     | Kalusukovalani             | Telugu | Ravi             | Raghu Raj                | Reeditada en Tamil como Ice                    |
| 5  | 21 de junio de 2002      | Sreeram                    | Telugu | Sreeram          | V. N. Aditya             | Remake de Dhill                                |
| 6  | 30 de agosto de 2002     | Holi                       | Telugu | Kiran            | SVN Vara Prasad          |                                                |
| 7  | 1 de noviembre de 2002   | Nee Sneham                 | Telugu | Venu Madhav      | Parachuri Murali         |                                                |
| 8  | 17 de marzo de 2003      | Jodi No.1                  | Telugu | Goutham          | Pratani Ramakrishna Goud |                                                |
| 9  | 15 de agosto de 2003     | Neeku Nenu Naaku Nuvvu     | Telugu | Anand            | Rajasekhar               | Nandi Award for Best Home-viewing Feature Film |
| 10 | 5 de febrero de 2004     | Love Today                 | Telugu | Shiva            | Arpudhan                 |                                                |
| 11 | 6 de abril de 2005       | Avunanna Kaadanna          | Telugu | Ram Mohan        | Teja                     |                                                |
| 12 | 23 de diciembre de 2006  | Poi                        | Tamil  | Kamban/Vemana    | K. Balachandar           | Doblada al Telugu como Abaddham                |
| 13 | 1 de noviembre de 2007   | Viyyalavari Kayyalu        | Telugu | Vamshi           | E. Sattibabu             |                                                |
| 14 | 29 de febrero de 2008    | Vambu Sandai               | Tamil  | Prabhakar        | Raj Kapoor               | Doblada al Telugu como Lakshmi Putrudu         |
| 15 | 12 de septiembre de 2008 | Gunde Jhallumandi          | Telugu | Balraju (Rajesh) | Madan                    |                                                |
| 16 | 7 de noviembre de 2008   | Eka loveyudu               | Telugu | Karthik          | K. Rama Krishna          |                                                |
| 17 | 3 de junio de 2010       | Pen Singam                 | Tamil  | Surya            | Bali Srirangam           | Doblada al Telugu como' Alladista              |
| 18 | 20 de abril de 2012      | Nuvvekaddunte Nenakkadunta | Telugu | Hari             | Subha Selvam             | Doblada en Tamil como Oru Oru Mutham Yutham    |
| 19 | 11 de abril de 2013      | Jai Sriram                 | Telugu | Sriram Srinivas  | Balaji N Sai             |                                                |
| 20 |                          | Dil Kabaddi                | Telugu |                  | Sri                      | Launched                                       |